# Gerardo Gordillo
Gerardo Arturo Gordillo Olivero (Ciudad de Guatemala; 17 de agosto de 1994) es un futbolista guatemalteco. Juega como defensa central y su equipo actual es Comunicaciones de la Liga Nacional de Fútbol de Guatemala.

## Trayectoria
Gordillo fue formado en la academia de fútbol FUTECA y debutó en la Primera División de Guatemala en 2012 a sus 17 años, con Antigua GFC, sin debutar en la Liga Nacional de Fútbol de Guatemala. Un año después, en el 2013, Gerardo Gordillo tuvo la oportunidad de viajar a Chipre e incorporarse al equipo Enosis Neon Paralimni de la Primera División de Chipre durante un año.
En el 2014 volvió a Guatemala para jugar con el Club Deportivo Marquense, junto con el profesor Francisco Melgar hizo su debut en la Liga Nacional de Fútbol de Guatemala contra Comunicaciones, siendo el marcador final 1-1, partido que se realizó en el Estadio Cementos Progreso. 
Gordillo tuvo la oportunidad de viajar a Italia para unirse al equipo Battipagliese Calcio 1929, equipo de la cuarta categoría italiana Serie D.
Tras su paso por el equipo italiano, tuvo la oportunidad de volver a su equipo que lo vio nacer, esta vez ganó su lugar en la Liga Nacional de Guatemala, dentro de su estadía con el equipo, el equipo junto a Gordillo se proclamó campeón de la Liga Nacional, siendo esta la primera vez que lograban alcanzar el título, siendo figura en las fases finales, dejando en la semifinal a Comunicaciones FC quienes tenían 6 veces seguidas de ser campeones. Gracias a sus destacadas actuaciones, Gordillo tuvo la oportunidad de ser llamado por la directiva de ese equipo en 2017.
El 20 de febrero de 2020, estuvo en el 11 inicial de Comunicaciones ante el América de México, donde abrió el marcador al minuto 81' del encuentro. En el minuto 90' anotó el América dejando el partido con un marcador final de 1-1.
Gordillo destacó en el Comunicaciones marcando goles como defensa central. En la ronda preliminar de la Liga Concacaf 2020 vs Motagua de Honduras, el cual terminó 2-2, se tuvo que definir en tanda de penaltis, y su equipo perdió por 15-14.
A finales del 2020 pagó su cláusula de rescisión de contrato por un contrato en el extranjero.  El 8 de enero de 2021, fue presentado con el equipo peruano Universidad Técnica de Cajamarca. Jugó un total de 20 partidos en el año y logró anotar un gol, sin embargo, en lo colectivo no logró clasificar a algún torneo internacional.
En 2022 fue anunciado como refuerzo de Gualaceo Sporting Club de la Serie A de Ecuador.
En abril de 2023, Gordillo hizo historia al convertirse en el primer futbolista guatemalteco en jugar en una liga profesional de Brasil. Debutó con el Esporte Clube Juventude en la Serie B del Campeonato Brasileño el 15 de abril, en un partido contra el Botafogo-SP. Aunque su equipo fue derrotado 1-2, Gordillo fue titular y su participación marcó un hito para el fútbol de Guatemala.

## Selección nacional
El Pre Mundial Sub-17, clasificación a México 2013, fue disputado en Jamaica, en donde Gordillo fue capitán del equipo. En la selección sub-20 formó parte fundamental en la defensa del profesor paraguayo Gustavo Bobadilla. Formó parte de la selección del ciclo olímpico, disputando los juegos centro americanos y del Caribe en Costa Rica. A sus 19 años, Gordillo formó parte de la Selección de fútbol de Guatemala pre-olímpica sub-23.
Debutó en la selección de fútbol de Guatemala absoluta, en el partido de Bermudas contra Guatemala, el 15 de octubre de 2019 en la Isla del Caribe. Fue titular y tuvo la opción más clara a gol, de cabeza, pero el partido terminó empatado a 0.

## Estadísticas

### Clubes
| Club                                 | Temporada           | Liga | Liga | Copas nacionales | Copas nacionales | Copas internacionales | Copas internacionales | Total | Total |
| Club                                 | Temporada           | PJ   | G    | PJ               | G                | PJ                    | G                     | PJ    | G     |
| ------------------------------------ | ------------------- | ---- | ---- | ---------------- | ---------------- | --------------------- | --------------------- | ----- | ----- |
| Antigua GFC · Guatemala              | 2012                | 0    | 0    | 0                | 0                | 0                     | 0                     | 0     | 0     |
| Antigua GFC · Guatemala              | 2014-15             | 2    | 0    | 0                | 0                | 0                     | 0                     | 2     | 0     |
| Antigua GFC · Guatemala              | 2015-16             | 22   | 0    | 0                | 0                | 0                     | 0                     | 22    | 0     |
| Antigua GFC · Guatemala              | Total               | 24   | 0    | 0                | 0                | 0                     | 0                     | 24    | 0     |
| Enosis Neon Paralimni Chipre         | 2013-14             | 0    | 0    | 0                | 0                | -                     | -                     | 0     | 0     |
| Enosis Neon Paralimni Chipre         | Total               | 0    | 0    | 0                | 0                | -                     | -                     | 0     | 0     |
| C. D. Marquense · Guatemala          | 2013-14             | 7    | 0    | 0                | 0                | -                     | -                     | 7     | 0     |
| C. D. Marquense · Guatemala          | Total               | 7    | 0    | 0                | 0                | -                     | -                     | 7     | 0     |
| Battipagliese · Italia               | 2014-15             | 11   | 0    | 0                | 0                | -                     | -                     | 0     | 0     |
| Battipagliese · Italia               | Total               | 11   | 0    | 0                | 0                | -                     | -                     | 0     | 0     |
| Comunicaciones F. C. · Guatemala     | 2016-17             | 15   | 0    | -                | -                | -                     | -                     | 15    | 0     |
| Comunicaciones F. C. · Guatemala     | 2017-18             | 20   | 4    | -                | -                | 0                     | 0                     | 20    | 4     |
| Comunicaciones F. C. · Guatemala     | 2018-19             | 28   | 1    | -                | -                | 5                     | 2                     | 33    | 3     |
| Comunicaciones F. C. · Guatemala     | 2019-20             | 18   | 0    | -                | -                | 3                     | 1                     | 21    | 1     |
| Comunicaciones F. C. · Guatemala     | 2020-21             | 8    | 0    | -                | -                | 0                     | 0                     | 8     | 0     |
| Comunicaciones F. C. · Guatemala     | Total               | 89   | 5    | -                | -                | 8                     | 3                     | 97    | 8     |
| UTC · Perú                           | 2021                | 18   | 1    | 0                | 0                | 2                     | 0                     | 20    | 1     |
| UTC · Perú                           | Total               | 18   | 1    | 0                | 0                | 2                     | 0                     | 20    | 1     |
| Gualaceo S. C. · Ecuador             | 2022                | 14   | 0    | 0                | 0                | -                     | -                     | 14    | 0     |
| Gualaceo S. C. · Ecuador             | Total               | 14   | 0    | 0                | 0                | -                     | -                     | 14    | 0     |
| Coquimbo Unido · Chile               | 2022                | 10   | 0    | 0                | 0                | -                     | -                     | 10    | 0     |
| Coquimbo Unido · Chile               | Total               | 10   | 0    | 0                | 0                | -                     | -                     | 10    | 0     |
| Juventude · Brasil                   | 2023                | 1    | 0    | 2                | 1                | -                     | -                     | 3     | 0     |
| Juventude · Brasil                   | Total               | 1    | 0    | 2                | 1                | -                     | -                     | 3     | 1     |
| Total en su carrera                  | Total en su carrera | 174  | 6    | 2                | 1                | 10                    | 3                     | 175   | 10    |
| Actualizado el 30 de agosto de 2023. |                     |      |      |                  |                  |                       |                       |       |       |

## Palmarés

### Campeonatos nacionales
| Título        | Club                    | País      | Año    |
| ------------- | ----------------------- | --------- | ------ |
| Liga Nacional | Antigua Guatemala F. C. | Guatemala | A-2015 |